# 黎鑌
黎鑌（越南语：／，1466年—1503年1月5日），是越南后黎朝第五代皇帝黎聖宗的第五子。

## 生平
光順七年（1466年），黎鑌出生。洪德二年（1471年7月10日），黎鑌被封为建王。景統五年十二月初八日（1503年1月5日），黎鑌去世，憲宗黎鏳輟朝三日，賜諡貞靖。洪順元年（1509年），其子黎瀠即位为襄翼帝，追尊父亲为配天诩圣温良光明文哲宽弘彰信绥休穆孝建皇帝。光紹二年（1517年），其孙黎昭宗黎椅追上庙号德宗，陵墓号受节陵。

## 家眷
- 妻鄭氏，生襄翼帝，追諡徽慈莊惠嘉亮柔聖和穆信謙明正懿淳福慶皇太后
- 子：明宗黎漴
  - 孙：黎昭宗黎椅
  - 孙：黎恭皇黎椿
- 子：襄翼帝黎瀠
- 子：靖亮公黎濴，1509年被威穆帝杀死。追贈穆懿王
  - 孙：黎光治
- 子：黎涓，1509年和其兄被杀。追贈翼恭王